# Wendel Fräser
Wendel Luciën Fräser (2 juni 1967 - bij Zanderij, 7 juni 1989) was een Nederlands-Surinaamse voetballer die als aanvaller speelde.
Hij begon bij VVOH en speelde vervolgens voor Eurosport, Sparta en Spartaan '20. Daar speelde hij vanaf 1985 in de Hoofdklasse. In 1987 kwam hij bij Feyenoord waar hij in het tweede team zou spelen. In de zomer van 1988 sloot hij op amateurbasis aan bij RBC en kreeg al snel een contract. Naast het voetbal werkte hij ook als postbode. 
Hij kwam om bij de SLM-ramp op 7 juni 1989 bij het Surinaamse vliegveld Zanderij. Kort voor zijn dood had Fräser een contract bij SVV getekend. Nog jaarlijks wordt de Wendel Fräser "Man of the Match"-trofee uitgereikt aan de beste speler van het jaar bij RBC.